# Фридрих Вилхелм (Шлезвиг-Холщайн-Зондербург-Глюксбург)
Фридрих Вилхелм Паул Леополд фон Шлезвиг-Холщайн-Зондербург-Глюксбург (на немски: Friedrich (Frederik) Wilhelm Paul Leopold Herzog zu Schleswig-Holstein-Sonderburg-Glücksburg; * 4 януари 1785, Линденау до Кьонигсберг, Прусия; † 27 февруари 1831, дворец Готорп) е от 1816 г. херцог на Шлезвиг-Холщайн-Зондербург-Бек и от 1825 г. херцог на Шлезвиг-Холщайн-Зондербург-Глюксбург. Той е генерал-майор в датската войска.

## Биография
Той е единственият син на херцог Фридрих Карл Лудвиг фон Шлезвиг-Холщайн-Зондербург-Бек (1757 – 1816) и съпругата му графиня Фридерика фон Шлибен (1757 – 1827), дъщеря на пруския военен министър граф Карл Леополд фон Шлибен (1723 – 1788) и графиня Мария Елеонора фон Лендорф (1723 – 1788).
През 1825 г. Фридрих Вилхелм получава от крал Фредерик VI титлата „херцог фон Шлезвиг-Холщайн-Зондербург-Глюксбург“, с което той основава „младата линия“ на тази фамилия.
Фридрих Вилхелм умира на 27 февруари 1831 г. на 46 години в дворец Готорп.

## Фамилия
Фридрих Вилхелм се жени на 28 януари 1810 г. в дворец Готорп за принцеса Луиза Каролина фон Хесен-Касел (* 28 септември 1789; † 13 март 1867), дъщеря на ландграф Карл фон Хесен-Касел (1744 – 1836) и принцеса Луиза Датска (1750 – 1831), дъщеря на датския крал Фредерик V. Те имат десет деца:
- Луиза Мария фон Шлезвиг-Холщайн-Зондербург-Глюксбург (* 23 октомври 1810; † 11 май 1869), омъжена I. на 19 май 1837 г. за Фредерик фон Ласперг (* 1 декември 1796; † 9 май 1843), II. на 3 октомври 1846 г. за граф Алфред фон Хоентал (* 5 декември 1806; † 16 ноември 1860)
- Фридерика фон Шлезвиг-Холщайн-Зондербург-Глюксбург (* 9 октомври 1811, Готорф; † 10 юли 1902, Алексисбад), омъжена на 30 октомври 1834 г. в дворец Луизенлунд (или в дворец Готорф) в Шлезвиг за херцог Александер Карл фон Анхалт-Бернбург (* 2 март 1805; † 19 август 1863)
- Карл (* 30 септември 1813; † 24 октомври 1878), херцог (1831 – 1878), женен на 19 май 1838 г. в Копенхаген за принцеса Вилхелмина Датска (* 18 януари 1808, Кил; † 30 май 1891, Глюксбург), дъщеря на датския крал Фредерик VI
- Фридрих (* 23 октомври 1814; † 27 ноември 1885), херцог на Шлезвиг-Холщайн-Зондербург-Глюксбург, женен на 16 октомври 1841 г. в Бюкебург за принцеса Аделхайд фон Шаумбург-Липе (* 9 март 1821; † 30 юли 1899), дъщеря на княз Георг Вилхелм фон Шаумбург-Липе
- Вилхелм фон Шлезвиг-Холщайн-Зондербург-Глюксбург (* 10 април 1816; † 5 септември 1893), принц
- Кристиан IX (* 8 април 1818; † 29 януари 1906), крал на Дания (1863 – 1906), женен на 26 май 1842 г. в Копенхаген за принцеса Луиза фон Хесен-Касел (* 7 септември 1817; † 29 септември 1898), дъщеря на ландграф Вилхелм фон Хесен-Касел и принцеса Луиза Шарлота Датска
- Луиза фон Шлезвиг-Холщайн-Зондербург-Глюксбург (* 18 ноември 1820; † 30 ноември 1894), абатеса на Итцехое
- Юлиус фон Шлезвиг-Холщайн-Зондербург-Глюксбург (* 14 октомври 1824; † 1 юни 1903), принц, женен на 2 юли 1883 г. (морг.) за графиня Елизабет фон Цигезар, от 1887 г. графиня фон Роест (* 18 юни 1856; † 20 ноември 1887)
- Йохан фон Шлезвиг-Холщайн-Зондербург-Глюксбург (* 5 декември 1825; † 27 май 1911), принц
- Николаус фон Шлезвиг-Холщайн-Зондербург-Глюксбург (* 22 декември 1828; † 18 август 1849), принц

- Луиза Мария
- Фридерика Каролина
- Карл
- Фридрих
- Вилхелм
- Кристиан IX Датски
- Луиза, абатеса на Итцехое
- Юлиус
- Йохан
- Николаус